# هاجر الريسوني
هاجر الريسوني هي صحفية مغربية مستقلة، واعتقلت عام 2019 وحكم عليها بالسجن لمدة سنة بتهمة الإجهاض غير القانوني وممارسة الجنس خارج نطاق الزواج، إلا أن الملك محمد السادس أصدر عفوا عنها.

## اعتقال
اعتقلت هاجر الريسوني 31 أغسطس 2019 وهي تخرج من عيادة طبيب نسائي في مدينة الرباط المغربية، إضافة لشريكها رفعت الأمين وطبيبها النسائي الدكتور جمال بلقزيز وكذلك طبيب آخر ومساعدة في العيادة. كانت الشرطة تحقق في الإجهاض بالعيادة، وقالت هاجر الريسوني وطبيبها الدكتور جمال بلقزيز إنها كانت تحتاج للعلاج من نزيف داخلي. استطاعت هاجر في المحاكمة أن تثبت علميا أنها لم تقوم بالإجهاض، إلا أنها أدينت رغم ذلك.
حكم على هاجر الريسوني وشريكها رفعت الأمين بالسجن لمدة سنة، وعلى الطبيب النسائي الدكتور جمال بلقزيز بالسجن لمدة سنتين، وحكم على الطبيب الآخر والمساعدة مع إيقاف التنفيذ.

## جدل
يعتقد أفراد من عائلة الريسوني وداعميها أن التهمتين والإدانة ذات دافع سياسي، وهاجر تعمل صحفية في الأخبار اليوم وهي وكالة إخبارية مستقلة تنتقد الدولة. ذكرت الصحفية عايدة العلمي في مقالة لها في صحيفة ذا نيويورك تايمز أن «منظمة مراسلون بلا حدود تصنف المغرب في المرتبة 135 فيما قائمتها السنوية لحرية الصحافة.»
وإن أحمد الريسوني، وهاجر هي ابنة شقيقه، سياسي إسلاموي ورئيس الاتحاد العالمي لعلماء المسلمين، كما كان رئيس حركة التوحيد والإصلاحسابقا وهي حركة ذات تأثير سياسي كبير في المغرب، إلا أنه رفع صوته رفضا للحملة السياسية التي غرضها تغيير القوانين التي أدينت هاجر الريسوني بمخالفتها.
أثارت القضية جدلا كبيرا في المغرب، فنظمت فيدرالية رابطة حقوق النساء مظاهرات دعما لهاجر الريسوني، كما جاهر أشخاص عامة، مثل أحمد بن شمسي، بالتحدث دفاعا عنها.

## عفو
عفا يوم 17 أكتوبر 2019 الملك محمد السادس عن كل من هاجر الريسوني وشريكها رفعت الأمين وطبيبها النسائي والطبيب الثاني والمساعدة في العيادة عفوا ملكيا، كما أوضح بيان من وزارة العدل المغربية: في إطار الرأفة والرحمة المشهود بهما لجلالة الملك، وحرص جلالته على الحفاظ على مستقبل الخطيبين اللذين كانا يعتزمان تكوين أسرة طبقا للشرع والقانون، رغم الخطأ الذي قد يكونان ارتكباه، والذي أدى إلى المتابعة القضائية

## أثر
نشأت في أعقاب محاكمة هاجر الريسوني حملة خارجة على القانون وهي حملة مستمرة غرضها شرعنة الإجهاض وممارسة الجنس خارج نطاق الزواج في المغرب. من أهداف الحملة الرئيسية تغيير القوانين المتعلقة بالإجهاض في المغرب، والتي حاليا تسمح بالإجهاض في حال شكل الحمل خطرًا على حياة الأم فقط. كما طالبت الحملة بإسقاط الفصل 490 من القانون الجنائي.